# گنکی اوتا
گنکی اوتا (ژاپنی: 太田 弦貴؛ زادهٔ ۱۰ آوریل ۱۹۸۸) یک بازیکن فوتبال اهل ژاپن است.
از باشگاه‌هایی که در آن بازی کرده‌است می‌توان به باشگاه فوتبال ساگان توسو اشاره کرد.